# Llonín
Llonín es una parroquia de Peñamellera Alta. Situado aproximadamente a 200 metros de altitud sobre el nivel del mar. Está situada en la ladera sur de la Sierra del Cuera. Su fiesta principal es San Sebastián, que tradicionalmente se celebraba el 20 de Enero, pero con posterioridad se trasladó al 20 de Julio (actualmente se celebra el fin de semana más próximo a dicha fecha).
Coordenadas: 43°20′6.167″ N 4°39′8.616″ O
Cabe destacar la presencia de la Cueva de Llonín, declarada como patrimonio de la humanidad por la Unesco en 2008.

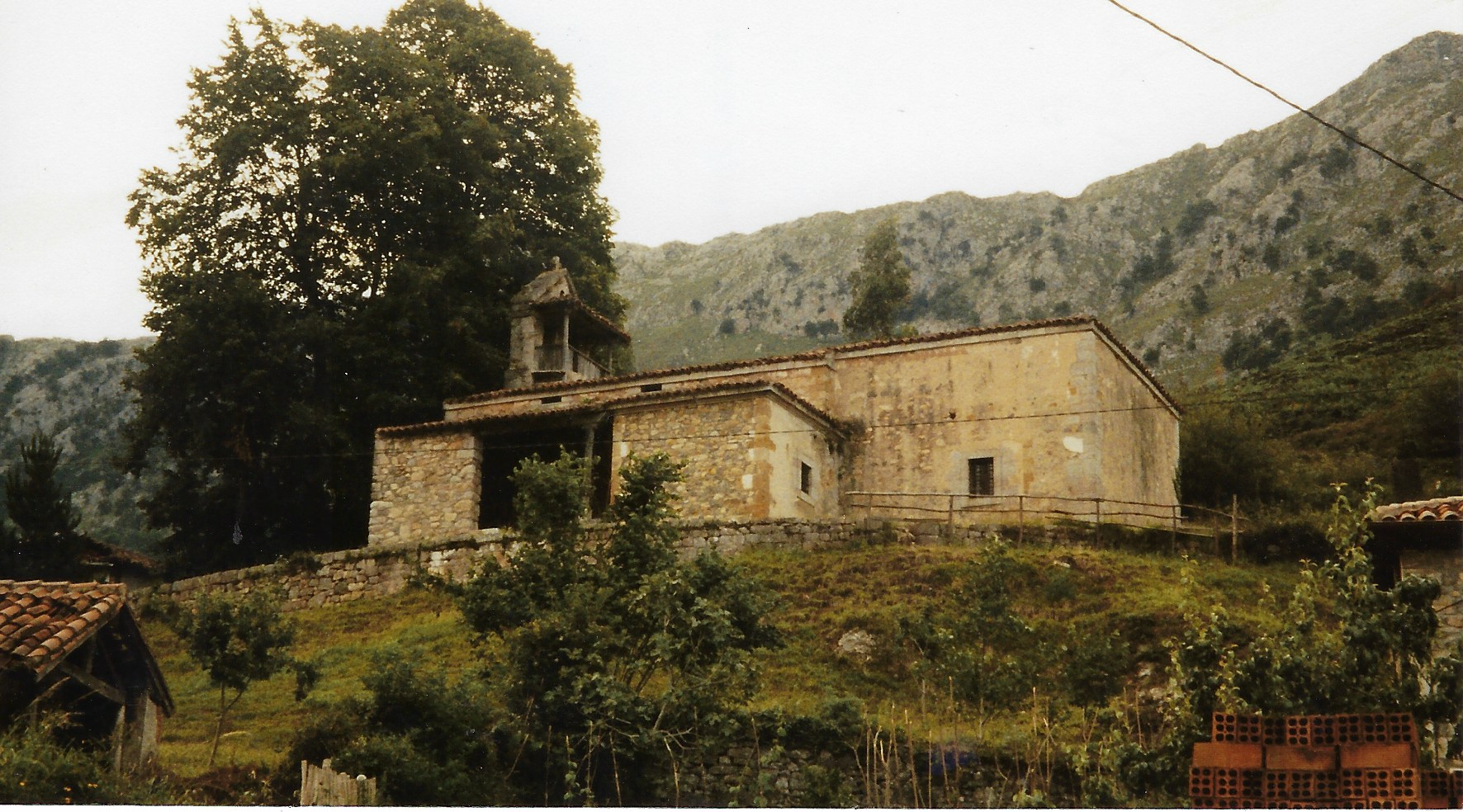
Iglesia de Llonin

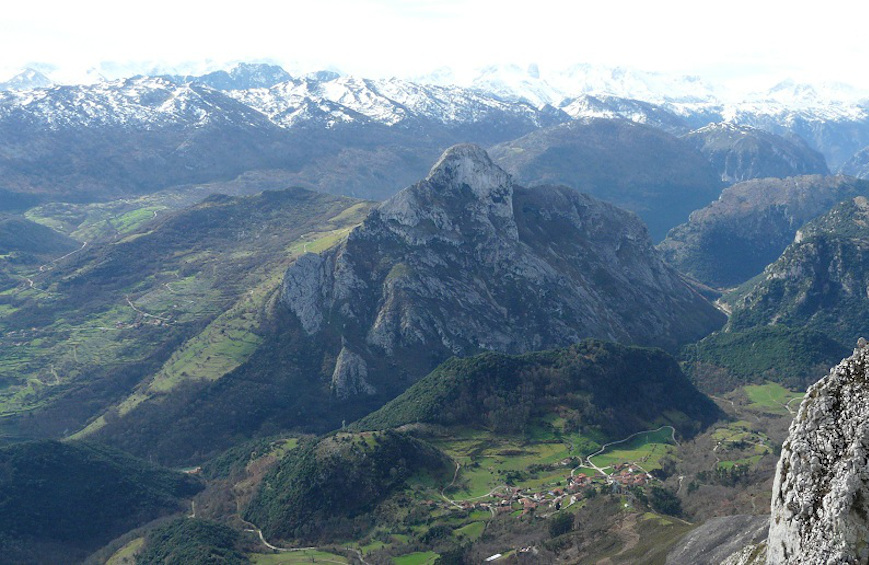
Vista de Llonin